# Sainte-Marie-Outre-l'Eau
 Sainte-Marie-Outre-l'Eau  es una población y comuna francesa, situada en la región de Baja Normandía, departamento de Calvados, en el distrito de Vire y cantón de Saint-Sever-Calvados.

## Demografía
| 242 | 224 | 149 | 119 | 106 | 81 |
| Para los censos de 1962 a 1999 la población legal corresponde a la población sin duplicidades (Fuente: INSEE [Consultar]) |     |     |     |     |    |